# Щасливе (Генічеський район)
Щасливе (до початку 1930-х років — Курчатівка, до 2016 року — Кірове) — село в Україні, в Іванівській селищній громаді Генічеського району Херсонської області. Населення становить 80 осіб. 

## Історія
Село засноване в 1913 році в умовах Столипінської аграрної реформи і мало спочатку назву «Курчатівка» (висілок № 17).
На початку 1930-х років було перейменоване на Кірове (після вбивства С. Кірова).
Першими поселенцями були селяни-переселенці з сіл Гаврилівки, Тимошівки та Семенівки, що існували на території колишнього Мелітопольського повіту Таврійської губернії.
З 2-й половини 20-х років в селі був створений ТСОЗ «Гуртом до праці».
З початку 1930-х років село стало центром місцевого колгоспу «Червона Україна».
Ймовірно, в березні 1923 р. село стало центром сільської ради, до складу якої входили села Заріччя (12), Роздільне (18), Ярцеве, Дніпровка та Знам′янка.
В 1951 р. місцева сільрада була ліквідована, а її територія включена до складу сусідньої Трохиміської сільської ради. Ці зміни були пов'язані з політикою укрупнення колгоспів та намаганням створити аграрний радгосп-гігант між Каховкою та Мелітополем.
З 1959 р. Кірове — відділок № 2 радгоспу «Мирний», в якому діяли такі виробничі підрозділи як МТФ, ТБ. Керуючими відділком були Лазарєв Віктор, Шепа Михайло, Шпир Віктор.
Село було внесено до переліку населених пунктів, які потрібно перейменувати згідно із законом «Про засудження комуністичного та націонал-соціалістичного (нацистського) тоталітарних режимів в Україні та заборону пропаганди їхньої символіки». В листопаді 2015 року село (за згодою її мешканців та рішенням депутатів сільради) отримало нову назву — «Щасливе».
12 червня 2020 року, відповідно до розпорядження Кабінету Міністрів України № 713-р «Про визначення адміністративних центрів та затвердження територій територіальних громад Запорізької області», увійшло до складу Іванівської селищної громади.
17 липня 2020 року, в результаті адміністративно-територіальної реформи та ліквідації Іванівського району, село увійшло до складу Генічеського району.
24 лютого 2022 року село тимчасово окуповане російськими військами під час російсько-української війни.

## Населення
Згідно з переписом УРСР 1989 року чисельність наявного населення села становила 158 осіб, з яких 77 чоловіків та 81 жінка.
За переписом населення України 2001 року в селі мешкали 124 особи.

### Мова
Розподіл населення за рідною мовою за даними перепису 2001 року:
| Мова       | Відсоток |
| ---------- | -------- |
| українська | 93,55 %  |
| російська  | 5,65 %   |
| болгарська | 0,81 %   |